# Andrew Bajadali
Andrew Bajadali est un cycliste américain né le 1er mai 1973 à Boulder dans le Colorado. Il est professionnel de 2003 à 2012.

## Biographie
Le coureur américain réalise sa meilleure saison en 2009 en remportant le Tour de Thaïlande et en finissant deuxième du championnat des États-Unis sur route à Greenville, derrière George Hincapie.

## Palmarès
- 2005
  - Tour de l'Utah
  - Boulder Stage Race
  - 2e étape de la Mount Hood Classic
  - 2e de la Mount Hood Classic
  - 2e du Tour de Nez
  - 2e de la Nevada City Classic
- 2006
  - Tri-Peaks Challenge
  - 3e du Tour de Toona
- 2007
  - Redlands Classic
  - Tri-Peaks Challenge :
    - Classement général
    - 5e étape
- 2008
  - 2e du Tour des Pyrénées
  - 2e du Tour de Nez
- 2009
  - Classement général du Tour de Thaïlande
  - Tour de Winghaven
  - 12e étape de l'International Cycling Classic
  - 2e du championnat des États-Unis sur route
- 2012
  - 2e de la Tobago Cycling Classic

## Classements mondiaux
| Année            | 2006 | 2007 | 2008 | 2009 | 2010 | 2011 | 2012 | 2013 |
| ---------------- | ---- | ---- | ---- | ---- | ---- | ---- | ---- | ---- |
| UCI Africa Tour  |      |      |      | 56e  |      |      |      |      |
| UCI America Tour | 226e |      |      |      |      | 323e |      | 89e  |
| UCI Europe Tour  |      |      | 450e |      |      |      |      |      |